# Chuspipata
Chuspipata ist eine Ortschaft im Departamento La Paz im südamerikanischen Anden-Staat Bolivien.

## Lage im Nahraum
Chuspipata ist eine Ortschaft im Kanton Coroico im Municipio Coroico in der Provinz Nor Yungas. Die Gemeinde liegt auf einer Höhe von 2996 m auf einem Höhenrücken oberhalb des Río Elena, der sich wenige Kilometer flussabwärts bei der Ortschaft Huarinilla mit dem Río Huarinilla zum Río Coroico vereinigt.

## Geographie
Chuspipata liegt am Ostrand der Cordillera Real am Rand der Yungas-Region, die den Übergang zwischen dem Hochland der Anden (Altiplano) und dem tropischen Tiefland mit dem Amazonas-Regenwald bildet. Das Klima in dieser Höhe ist ein typisches Tageszeitenklima, bei dem die mittleren Temperaturschwankungen im Tagesverlauf deutlicher ausfallen als im Jahresverlauf.
Die Jahresdurchschnittstemperatur der Ortschaft liegt bei 17,4 °C (siehe Klimadiagramm Chuspipata), die Monatsdurchschnittswerte schwanken zwischen 15 °C im Juni/Juli und 19 °C im November/Dezember. Die durchschnittlichen Tageshöchsttemperaturen liegen ganzjährig zwischen 23 °C und 26 °C, die nächtlichen Tiefstwerte betragen im langjährigen Durchschnitt etwa 6 °C im Juni/Juli und 13 °C von Dezember bis Februar. Der durchschnittliche Jahresniederschlag beträgt 725 mm, mit einer Trockenzeit bei Monatswerten von unter 20 mm von Mai bis August und Monatshöchstwerten von mehr als 100 mm von Dezember bis Februar.

## Verkehrsnetz
Chuspipata liegt in einer Entfernung von 56 Straßenkilometern nordöstlich von La Paz, der Hauptstadt des gleichnamigen Departamentos.
Von La Paz aus führt die asphaltierte Nationalstraße Ruta 3 über Cotapata nach Coroico und weitere 515 Kilometer bis nach Trinidad am Río Mamoré. Die alte Verbindung zwischen La Paz und Coroico über Cotapata und Chuspipata heißt „Straße des Todes“ (Ruta de la muerte), vor allem wegen des enormen Höhenunterschiedes zwischen Tal und Berg und insbesondere wegen der vielen Verkehrstoten, die jährlich auf dieser unbefestigten Straße verunglückten. Die alte Strecke wird in vielen Reiseführern als „tödlichste Straße der Welt“ bezeichnet und zieht diesbezüglich Touristen an; unter anderem gibt es auf ihr geführte Mountainbiketouren. Mittlerweile ist eine gut ausgebaute Straße in einer neuen Trasse fertiggestellt, die zwischen Cotapata und Chuspipata den alten Streckenverlauf in nördlicher Richtung verlässt.

## Bevölkerung
Die Einwohnerzahl der Ortschaft war in den vergangenen beiden Jahrzehnten deutlichen Schwankungen unterlegen:
| Jahr | Einwohner | Quelle       |
| ---- | --------- | ------------ |
| 1992 | 63        | Volkszählung |
| 2001 | 149       | Volkszählung |
| 2012 | 98        | Volkszählung |
| 2024 |           | Volkszählung |